# La Courtine
 La Courtine  es una comuna  (municipio) de Francia, en la región de Lemosín, departamento de Creuse, en el distrito de Aubusson.  Es la cabecera y la comuna más poblada del cantón de su nombre. 
Su población en el censo de 1999 era de 971 habitantes.
Está integrada en la Communauté de communes des Sources de la Creuse, de la que es la mayor población.

## Demografía
| 1184 | 1233 | 1164 | 986 | 1057 | 971 |
| Para los censos de 1962 a 1999 la población legal corresponde a la población sin duplicidades (Fuente: INSEE [Consultar]) |      |      |     |      |     |